# Lipoptena paradoxa
Lipoptena paradoxa är en tvåvingeart som beskrevs av Newstead, Dutton och Todd 1907. Lipoptena paradoxa ingår i släktet Lipoptena och familjen lusflugor.
Artens utbredningsområde är Kongo. Inga underarter finns listade i Catalogue of Life.